# 豊原村 (山形県)
豊原村（とよはらむら）は山形県西置賜郡にあった村。現在の飯豊町中心部にあたる。

## 地理
- 山：竜ヶ岳
- 河川：白川

## 歴史
- 1889年（明治22年）4月1日 - 町村制の施行により、萩生村、中村、黒沢村、椿村の区域をもって発足。
- 1954年（昭和29年）10月1日 - 添川村・豊川村と合併して飯豊村が発足。同日豊原村廃止。

## 交通

### 鉄道路線
- 日本国有鉄道
  - 米坂線
    - 萩生駅 - 羽前椿駅